# مارچین چارنیک
مارچین چارنیک (لهستانی: Marcin Czarnik؛ ‏ ۲۳ مارس ۱۹۷۶) بازیگر و صداپیشه اهل لهستان است. وی دانش‌آموختهٔ آکادمی ملی هنرهای نمایشی الکساندر زلوروویچ در ورشو است.
از فیلم‌ها یا برنامه‌های تلویزیونی که وی در آن نقش داشته‌است، می‌توان به عناصر ساشا – آتش، مفقودشدگان، رازداری حرفه‌ای، مرا ترک مکن، روزگار خوش، هنرمندان، موج جرم و جنایت، چشمانت را باز کن، لندنی‌ها، یانوشیک: روایتی واقعی، کشیشان، معکوس، رز کوچک، پسر شائول، عشق اول، رنگ‌های خوشبختی، پدر متیو، اداره ترافیک، در خوشی و سختی، ایالات متحده عشق، ۱۹۸۳، ویچر، آقای جونز، قانون حقیقی و غروب اشاره کرد.
او در سال ۲۰۱۱ برندهٔ نشان برنز شایستگی در فرهنگ - گلوریا آرتیس شد.